# رامون بالسيلز كوماز
رامون بالسيلز كوماز (بالإسبانية: Ramón Balcells)‏ هو ربان ‏ إسباني، ولد في 6 أغسطس 1951 في برشلونة في إسبانيا.

## وصلات خارجية
- رامون بالسيلز كوماز على موقع اللجنة الأولمبية الدولية (الإنجليزية)
- رامون بالسيلز كوماز على موقع أوليمبيديا (الإنجليزية)